# Vyacheslav Grab
Vyacheslav Aleksandrovich Grab (tiếng Nga: Вячеслав Александрович Граб; sinh ngày 21 tháng 9 năm 1993) là một thủ môn bóng đá người Nga. Anh thi đấu cho FC Tyumen.

## Sự nghiệp câu lạc bộ
Anh có màn ra mắt tại Russian Second Division cho F.K. Akademiya Tolyatti vào ngày 30 tháng 6 năm 2011 trong trận đấu với FC Nosta Novotroitsk.